# Olivia Clark
Olivia Clark (Lincoln, 30 agosto 2001) è una calciatrice gallese, portiere del Leicester City e della nazionale gallese.

## Carriera

### Nazionale
Clark ha iniziato ad essere convocata dalla Federcalcio gallese nel 2018, inserita in rosa nella formazione under 19 impegnata nella fase élite dell'Europeo di Svizzera 2018, alternandosi tra i pali Emma Gibbon e venendo impiegata in quell'occasione dal tecnico federale Kathryn Lovett in due dei tre incontri in programma senza che la sua nazionale riuscisse ad accedere alla fase finale. Rimasta in quota anche per le due successive edizioni di Scozia 2019 e Georgia 2020, gioca in entrambi i casi solo la prima fase, marcando 2 presenze nella prima, con il Galles subito eliminato dal torneo, e altre 3 nella seconda, con la sua squadra ancora eliminata nell'edizione che poi sarebbe stata sospesa per le misure di restrizione dovute alla pandemia di COVID-19 in Europa.
Ne4l frattempo era arrivata anche la prima convocazione nella nazionale maggiore da parte della selezionatrice Jayne Ludlow, che nel giugno 2019 la chiama in vista dell'amichevole prevista con la Nuova Zelanda come voce della titolare Laura O'Sullivan, tuttavia per il debutto deve attendere altri due anni, sotto la gestione Gemma Grainger, quando la CT rileva O'Sullivan per Clark al 73' dell'amichevole persa per 1-0 al Parc y Scarlets di Llanelli con la Scozia.
Da allora viene convocata con regolarità, inserita in rosa per le edizioni di Pinatar Cup 2022 e 2023, dove in quest'ultima è titolare nella finale persa con la Scozia, e nella fase di qualificazione agli Europei di Inghilterra 2022 e Svizzera 2025, alla UEFA Women's Nations League 2023-2024 e ai Mondiali di Australia e Nuova Zelanda 2023.

## Palmarès

### Club
- Supercoppa dei Paesi Bassi: 1

Twente: 2024